# Johann Fuchs
Johann Nepomuk Fuchs (također: Janez Fuchs) (Neiss, Šleska, 1727. – Maribor, 9. svibnja 1804.), slovenski arhitekt.
U Maribor je došao početkom pedesetih godina 18. stoljeća. Zaposlio se u radionici najznačajnijeg mariborskog arhitekta Josefa Hoffera, gdje se prvi put spominje kao zidarski majstor na gradnji župne crkve St. Johann in Saggautal. Nakon Hofferove smrti, Fuchs se oženio njegovom udovicom Barbarom te preuzeo njegovu radionicu. Budući da je naslijedio priznatu i poznatu radionicu, ubrzo se obogatio. 
Za svoje projekte upotrebljavao je pojednostavljene Hofferove tlocrte, te se formirao kao arhitekt u potpunosti preuzevši njegov repertoar. Fuchsu se pripisuje i nekoliko građevina na području Hrvatske. Poznat je po ovalnim tlocrtima crkava (Maribor, Pregrada). Njegova arhitektura ima obilježja kasnobaroknog stila.

## Atribuirani radovi
- crkva u Kostrivnici (1766. – 68.)
- crkva u Frauenbergu kraj Leibnitza (1766.)
- crkva sv. Alojzija u Mariboru (1767. – 70.)
- crkva sv. Martina u Dvorjanama (1782.)
- župna crkva u Brežicama (1781. – 82.)
- crkva sv. Patricije u Hollenegu
- obnova dvorca Zajezda (1770-ih ili 1780-ih)
- župna crkva u Pregradi (nacrt 1790-ih, izvedba 1803. – 1818.)

## Arhivski potvrđeni radovi
- crkva u Vurberku (nacrt 1772., gradnja 1773. – 76.)
- barokizacija župne crkve u Selnici ob Dravi (1773.)
- crkva u Nestelbachu (oko 1775.)